# NGC 2886
NGC 2886 este o galaxie situată în constelația Hidra. A fost descoperită în 1 februarie 1837 de către John Herschel.